# Quilme (Los Lagos)
Quilme es un caserío de la comuna de Los Lagos, ubicada al suroeste de su capital comunal.
Aquí se encuentra la escuela particular Eben Ezer.

## Hidrología
Quilme se encuentra junto al Estero Huino Huino.

## Accesibilidad y transporte
Quilme se encuentra a 7 km de la ciudad de Los Lagos a través de la Ruta T-55.